# Yawanawá
Yawanawá (Iauanauá, Yauanawa) su pleme Panoan Indijanaca iz brazilske države Acre nastanjeno na rezervatu Terra Indígena (TI) Rio Gregório (92.859 hektara). Godine 1999. bilo ih je 450. Ime Yawanawá znači yawa/queixada (bjelousni pekari); nawa/gente (=narod pekarija).
Pleme je srodno grupama Shanênawa, Jaminahua, Shawanawa i Sainawa. Ima ih i bilingualnih u portugalskom.  Yawanawá nisu locirani samo u jednom naselju nago na više lokacija čija se naselja sastoje od proširenih obitelji. Glavno im je naselje Nova Esperança, u kojemu živi i njihov današnji vođa. 
Lov i ribolov glavne su aktivnosti Yawanawá ekonomije. U vrijeme sušne sezone organiziraju se ribarska putovanja u kojima sudjeluje gotovo cijela zajednica. U ribolovu se služe raznim biljnim otrovima, koji nakon što se stave u vodu, riba ispliva na površinu. U vrijeme kišne sezone počinje i njihov lov na velike životinje, tada njima najvažniji izvor mesne hrane.  Yawanawá se bave i uzgojem manioke, banana i kukuruza ali i riže, slatkog krumpira, papaye, ananasa i šećerne trske.
Umjetnost Yawanawá nalazi se na lončarstvu, oružju, košarama, i osobito na tijelu, čiji se dizajni iscrtavaju za vrijeme svečanosti mariri.
Yawanawá su šamanisti, u svojim obredima služe se halucinogenim drogama kao ayahuasca, datura, nadalje duhan, nekim još neidentificiranim biljem, a koriste i duhanov sok (tobacco juice).

## Vanjske poveznice
- Yawanawá  Arhivirana inačica izvorne stranice od 7. ožujka 2007. (Wayback Machine)